# Julien Van Puymbroeck
Julien Van Puymbroeck est un footballeur international belge né le 18 août 1947 à Anvers (Belgique).
Il a été attaquant au R Beerschot AC avec qui il joue et perd la finale de la Coupe de Belgique en 1968 contre le FC Bruges (1-1, tab : 7-6).
Le 5 novembre 1969, il joue un match amical à Mexico, avec les Diables Rouges (Mexique-Belgique, 1-0).

## Palmarès
- International le 5 novembre 1969: Mexique-Belgique, 1-0 (match amical)
- Finaliste de la Coupe de Belgique en 1968 avec le R Beerschot AC